# Марселино Мартинез
Марселино Мартинез (шп. Marcelino Martínez; Арес, 29. април 1940) бивши је шпански фудбалер који је играо на позицији нападача.

## Каријера

### Клуб
Рођен је у Аресу, покрајини Коруња, Галиција. Сениорску каријеру је започео 1958. у Расингу Феролу, а следеће године је потписао уговор са Реалом Сарагосом, у којем је остао до пензионисања 1970.
У утакмицама против Арагона, у Ла лиги, постигао је 117 голова, што је допринело освајању три главне титуле, укључујући два купа Шпаније. Био је део нападачке петорке Los Magníficos (Величанствени) чији су чланови били Канарио, Карлос Лапетра, Елеутерио Сантос и Хуан Мануел Виља.

### Репрезентација
За репрезентацију Шпаније играо је 14 пута, учествујући на Европском првенству 1964. и Светском првенству 1966. Допринео је победи постигавши гол у финалу Европског првенства, против репрезентације Совјетског Савеза.
| Голови | Датум              | Место                        | Противник       | Скор | Резултат | Такмичење                                 |
| ------ | ------------------ | ---------------------------- | --------------- | ---- | -------- | ----------------------------------------- |
| 1.     | 23. новембар 1961. | Сантијаго Бернабеу, Мадрид   | Мароко          | 1:0  | 3:2      | Квалификације за Светско првенство 1962.  |
| 2.     | 11. март 1964.     | Рамон Санчез Писхуан, Севиља | Република Ирска | 4:1  | 5:1      | Квалификације за Европско првенство 1964. |
| 3.     | 11. март 1964.     | Рамон Санчез Писхуан, Севиља | Република Ирска | 5:1  | 5:1      | Квалификације за Европско првенство 1964. |
| 4.     | 21. јун 1964.      | Сантијаго Бернабеу, Мадрид   | Совјетски Савез | 2:1  | 2:1      | Европско првенство 1964.                  |

## Успеси

### Клуб

#### Сарагоса
- Куп Шпаније: 1963/64,[5] 1965/66.[6]
- Куп сајамских градова: 1963/64.[7]

### Репрезентација

#### Шпанија
- Европско првенство: 1964.[3]